# Jimmy Kirunda
Jimmy Kirunda, született James C. Kirunda (1950 – Kampala, 2020. május 25.) válogatott ugandai labdarúgó, hátvéd, sportvezető, edző.

## Pályafutása

### Klubcsapatban
1968–69-ben az Express, 1970 és 1979 között a KCC, 1979–80-ban az emírségekbeli Abu Dhabi SC labdarúgója volt. A KCC csapatával két bajnoki címet és egy ugandaikupa-győzelmet ért. 1978-ban az ugandai bajnokság gólkirálya volt 32 góllal.

### A válogatottban
Az ugandai válogatott tagjaként három afrikai nemzetek kupáján vett részt. Az 1974-es egyiptomin és az 1976-os etiópiai tornán a csoportküzdelmek során kiesett az ugandai válogatott. Az 1978-os ghánai tornán az együttes csapatkapitánya volt, mely ezüstérmet szerzett a hazai válogatott mögött.

### Sportvezetőként
1989 és 1996 között az ugandai válogatott menedzsere volt, Polly Ouma (1989–1995) és Timothy Ayieko (1995–1996) szövetségi kapitánysága idején.

## Sikerei, díjai
Uganda
- Afrikai nemzetek kupája
  - ezüstérmes: 1978, Ghána

 KCC
- Ugandai bajnokság
  - bajnok (2): 1976, 1977
  - gólkirály: 1978 (32 gól)
- Ugandai kupa
  - győztes: 1979